# Razze di The Elder Scrolls
Le razze di The Elder Scrolls selezionabili e giocabili dal giocatore sono state quasi sempre dieci (divise in tre gruppi – umani, elfi e umanoidi – e con la possibilità di scegliere il genere del personaggio giocante tra maschile o femminile), ma aggiungendo anche le razze dei personaggi non giocanti e quelle precursori si arriva a un numero molto superiore.
A seguire una lista delle razze presenti nella saga di videogiochi di ruolo The Elder Scrolls della Bethesda Softworks.

## Umani

### Bretoni
I Bretoni sono la razza originaria della provincia di High Rock, sorta dall'unione tra i Nede della regione e i loro signori elfici; difatti, i territori corrispondenti all'odierna provincia di High Rock erano parte originariamente del regno elfico dei Direnni, il quale, contrariamente all'ortodossia elfica, non praticava alcuna forma di discriminazione razziale o asservimento coatto (sebbene i Nede, rispetto a gli Elfi, ricoprissero una posizione ben più "bassa" all'interno del tessuto sociale del regno) ma, anzi, incoraggiava nei limiti del possibile i rapporti tra le due razze. Il risultato di questo lungo processo d'integrazione interrazziale fu la nascita di un popolo di mezzelfi, denominato "Manmer", che a causa della sua natura ibrida si attirò, almeno inizialmente, l'astio e il disprezzo delle altre razze, soprattutto quelle elfiche. Con il passare del tempo però i Manmer, congiungendosi con il resto della popolazione nedica locale, aumentarono di numero sempre più e, dandosi l'appellativo di "Bretoni" quale proprio etnonimo, accrebbero esponenzialmente il proprio peso socio-politico, fino al punto di poter rivaleggiare alla pari con i loro stessi signori.
Grazie alle loro origini elfiche i Bretoni, a dispetto delle altre razze umane, riuscirono a sviluppare una profonda conoscenza della magia tale da renderli, in questo campo, temibili avversari anche per gli stessi Elfi (non a caso tra i più potenti maghi della storia di Tamriel figurano diversi Bretoni). I Bretoni non tentarono di controllare la provincia tramite la forza bruta, come stavano tentando di fare gli Elfi, gli Alessiani e i Nord, bensì attraverso il commercio e la fondazione di insediamenti in zone strategiche; alla fine della Prima Era, anche i centri urbani più grandi come Daggerfall e Camlorn erano sotto il controllo Bretone, che tuttavia non riuscirono mai a riunirsi sotto un'unica nazione. Infatti, data l'elevatissima sapienza, scaltrezza e intelligenza dei Bretoni, questi erano divisi in numerose orgogliose fazioni, tanto che ogni popolo di Tamriel riconosce a loro "l'invenzione" della politica. Non riuscendo a unificare le decine di feudi e regni che si erano formati nella regione, i Bretoni furono destinati a essere in balia dei grandi imperi di Tamriel. Nell'anno 417, della 3ª era una strana forza, la cui natura è ancora sconosciuta, si scatenò nella regione, decimando gli eserciti e portando rovina e distruzione in molte contrade; tuttavia, essa ebbe il merito di semplificare la situazione politica della provincia ponendo di fatto le basi per una perpetua pace. I Bretoni sono convinti che la sconvolgente forza che diede origine al cosiddetto Miracolo della Pace, sia stata inviata dagli Dei di Nirn (probabilmente furono invece i più potenti e saggi maghi delle fazioni, che, riunitisi, decisero di compiere un sortilegio per portare l'armonia fra i Bretoni). È noto inoltre che fu grazie all'aiuto dei Bretoni che Tiber Septim riuscì a fondare l'Impero. Egli era un nord, e i suoi fedeli combattenti avevano resistenza e forza fisica, ma peccavano in astuzia e abilità politica. Così Tiber chiese l'aiuto dei Bretoni, che formarono una potente corte attorno a lui, e, rimanendo dietro le quinte, orchestrarono la nascita dell'Impero di Tamriel.
Nella realtà, i bretoni (in lingua bretone: bretone, breizhiz) sono il gruppo etnico e la nazionalità collegata alla regione francese della Bretagna, discendenti dei gruppi linguistici brittonici che emigrarono dalla Gran Bretagna sud-occidentale - Cornovaglia inclusa - nel corso di varie ondate migratorie tra il III e il IX secolo, risultando dunque una delle sei nazioni celtiche.
Nella serie The Elder Scrolls i Bretoni hanno spesso dei nomi francesi (ad esempio Lucien Lachance e Mathieu Bellamont in Oblivion oppure Alain Dufont e Amaund Motierre in Skyrim), sebbene nei primissimi capitoli rendessero ad averne di più inglesi.

#### Nativi del Reach
Una popolazione geneticamente attigua a quella dei Bretoni, in quanto anch'essa direttamente correlata alla stirpe dei cosiddetti Manmer (essendo stato anche il Reach parte, assieme a High Rock, del Regno dei Direnni), purtuttavia con sangue elfico relativamente maggiore rispetto al corredo genetico dei Bretoni, è quella dei Nativi del Reach, una regione montuosa sita tra High Rock e Skyrim. Organizzati storicamente in una sorta di federazione tribale con capitale Markarth, conosciuta anche come la Città di Pietra (essendo un antico avamposto di un più vasto complesso sotterraneo dei Dwemer), i Nativi del Reach sono organizzati in tribù con al vertice del loro tessuto sociale la figura delle temibili Hagraven, che ricoprono anche il ruolo di sacerdotesse, essendo tale popolazione seguace da tempo immemore di culti daedrici, legate  in particolar modo alla figura di Hircine.
Caratterizzati da una cultura guerriera spietata ed alquanto spartana, temuta ed allo stesso tempo disprezzata dalle stesse popolazioni limitrofe dei Nord e degli Orchi, i Nativi del Reach si guadagnarono la fama di feroci e prodi razziatori già al tempo dell'Impero Alessiano, con i quali si scontrarono svariate volte a causa della sua natura espansionistica, per poi finire, dopo ardue e sanguinarie battaglie, conquistati temporaneamente dall'Impero di Reman Cyrodiil, desideroso al tempo di pacificare una zona altamente strategica sia per il suo essere un potenziale crocevia commerciale tra Cyrodiil ed i confinanti territori di High Rock e Skyrim, sia per le sue numerose miniere d'argento; dopo aver poi goduto di un certo periodo d'indipendenza politica, vennero conquistati definitivamente dall'armata di Tiber Septim, confluendo così nella provincia imperiale di Skyrim, dove furono completamente asserviti dai locali Nord.
Durante i tumulti della Grande Guerra, con le truppe imperiali provinciali impegnate altrove, i Nativi insorsero, uccidendo i pochi Nord rimasti in loco ed instaurando di fatto un loro Regno autonomo. Con lo Jarl di Markarth ritrovatosi dunque in esilio forzato, i miliziani di Ulfric Manto della Tempesta, dietro richiesta dello stesso Jarl, assalirono il neo-costituito Regno del Reach, massacrando chiunque si ponesse sulla loro strada, persino donne e bambini inermi, il tutto con la promessa che il culto di Talos (bandito dall'Impero a seguito della sigla del Concordato Oro Bianco con i Thalmor al termine del conflitto) potesse venir liberamente praticato nei territori del Reach, che naturalmente non verrà mai mantenuta; i Nativi tornarono così a essere sotto il giogo dei Nord, con i loro guerrieri più indomiti organizzati però in un violento movimento di resistenza sotto il nome di Rinnegati, mentre la campagna di Ulfric nella regione, culminata con il brutale assedio della città di Markarth - passato appunto alla storia come l'"Incidente di Markarth" per le sue implicazioni geopolitiche -, darà l'avvio alla guerra civile per la seccessione di Skyrim.
I nomi dei Nativi del Reach hanno radici gaeliche, o comunque celtiche più in generale, come ad esempio: Madanach, Muiri, Cedran, Donnel, Duach o Ainethach.

### Imperiali
Gli Imperiali, conosciuti anche come i Cyrodillici, sono la razza originaria della provincia di Cyrodiil (altrimenti nota come la Provincia Imperiale), generatasi dall'unione tra i cosiddetti Cyro-Nord, cioè i discendenti dell'unione tra i Nord stanziatisi lungo tutta la regione della Colovia (corrispondente alla porzione nord-occidentale di Cyrodiil) e le tribù nediche locali, ed i Nede del Nibenay (corrispondente grosso modo ad i territori orientali e centro-meridionali di Cyrodiil), quest'ultimi meticciatesi talvolta con akaviri ed elfi. Il loro Impero è conosciuto per la sua vastità e la sua prosperità, anche grazie alle truppe di fanteria leggera molto abili in battaglia.
Sono noti per la loro innata abilità nelle arti persuasive e commerciali. Eccellono particolarmente nelle arti belliche e magiche. Dopo la fine della Crisi dell'Oblivion l'Impero subì un regresso economico, militare e politico. La magia fu accusata dell'apertura dei Cancelli dell'Oblivion. Fu un duro colpo per la magia, in cui ognuno perse la fiducia: soprattutto per gli Elfi Alti (Altmer) che erano noti per le loro abilità magiche. Questo causò la riformazione del Regno degli Aldmeri regnato dalla fazione dei Thalmor. Nell'anno 29 4E la provincia di Valenwood aderì all'integrazione con il Regno degli Aldmeri e nell'anno 98 4E, i Thalmor, con un inganno (Per un anno intero le lune Masser e Secunda, divinità per i Khajiit, rimasero oscurate e dopo il ritorno delle due lune, i Thalmor affermarono di averle fatto ricomparire con la magia, acquisendo il favore del popolo felino), riuscirono a far sì che aderisse anche la provincia Khajiiti di Elsweyr. Questo consentì la composizione del Regno degli Aldmeri come lo conosciamo prima delle conquiste di Tiber Septim, nella Seconda Era. Nel 168 4E Titus Mede II sale al trono imperiale.
Nel 171 4E un carro arrivò all'Imperatore in veste di "regalo". Quando egli scoprì il carro, caddero 100 teste di soldati Blade, il corpo speciale che proteggeva l'Imperatore. Il carro conteneva una lettera di "Ultimatum" in cui venivano espressi chiari ordini da eseguire o tutta Tamriel sarebbe stato teatro di devastazione. La lettera ordinava la rimozione del culto di Talos (alias Tiber Septim), considerato eretico per la venerazione di un "umano"; lo scioglimento delle Blade, "artefici del culto di Talos" e la consegna della Città Imperiale. L'Imperatore Titus Mede II rifiutò l'ultimatum e scoppiò la Grande Guerra. La Città Imperiale fu perduta e riconquistata diverse volte, quando, dopo l'ultima riconquista di Cyrodiil da parte degli Imperiali, mentre tutta Tamriel era sotto assedio: i Redguard respinsero i Thalmor fuori Hammerfell (dichiarata indipendente dall'Impero dal popolo Redguard dopo la firma del Concordato Oro Bianco ritenendolo tradimento) e a Skyrim non ci fu possibilità di fermarli (Dopo gli eventi della Grande Guerra, anche qui parte dell'esercito imperiale e popolo di Skyrim formarono una ribellione contro l'Impero, i Manto della Tempesta, guidato dall'ex Legato Imperiale Ulfric Manto della Tempesta, accusandolo di Tradimento per aver firmato il Concordato Oro Bianco), Titus Mede II approfittò per arrendersi. Fu costretto a firmare il Concordato Oro Bianco minacciato da un soldato Thalmor. Il Concordato Oro Bianco ordinava l'eliminazione del culto di Talos e l'inquisizione sugli eretici che lo praticavano, lo scioglimento delle Blade e l'annessione delle provincie di Summerset, Valenwood ed Elsweyr al Dominio Aldmeri e il protettorato su tutto l'Impero.
Dagli spiccati tratti somatici mediterranei, gli Imperiali hanno generalmente nomi ispirati a quelli latini, ad esempio Sorex Vinius, Tullius, Camilla Valerius, Cicero, Mallus Maccius, ecc., il che si unisce con tutte le loro altre analogie con gli antichi romani. Tuttavia, a partire da Skyrim (ambientato duecento anni dopo gli eventi di Oblivion), molti nomi imperiali vanno ad assomigliare più a quelli italiani (Viola Giordano, Severio Pelagia, Vittoria Vici o Aventus Aretino), riflettendo il cambio della lingua nel tempo.

### Nord
I Nord provengono dal gelido continente settentrionale di Atmora di cui non si sa quasi nulla. Questo popolo fuggì dalle guerre civili che stavano martoriando il continente e sbarcarono, dopo un lungo viaggio, sulle coste della loro nuova patria: Skyrim. Qui si imbatterono negli elfi della neve, ovvero gli antichi Falmer con cui inizialmente ebbero ottimi rapporti. I Nord si rivelarono subito ottimi agricoltori e silvicoltori ma si resero famosi anche per la loro bravura nelle fucine e nella lavorazione del legno; nonostante sempre più persone giungessero da Atmora, essi non costruirono grandi città come i loro simili fecero a Cyrodill, bensì fondarono una miriade di villaggi e insediamenti basati sul rispetto delle antiche tradizioni. I Falmer però, alleatisi con gli Ayleid di Cyrodiil, constatarono l'enorme incremento della popolazione e temettero per la loro civiltà: decisero così di bloccare sul nascere l'espansione umana e in quella che sarebbe stata ricordata come la Notte delle Lacrime, gli Elfi rasero al suolo Saarthal, la capitale dei Nord. Poi, sistematicamente, distrussero gli insediamenti umani e compirono un vero e proprio genocidio.
Fu a quel punto, che Ysgramor e suoi due figli tornarono ad Atmora e radunarono un esercito che in poco tempo salpò alla volta di Skyrim e diede battaglia agli Elfi. Nel giro di qualche secolo i Falmer furono pressoché annientati, venendo poi sconfitti definitivamente nella Battaglia di Moesring, verificatasi sull'isola di Solstheim; i Re Nord, non soddisfatti di ciò, estesero i loro domini sino a Morrowind e High Rock, dove incontrarono i Bretoni, dei quali diffidavano poiché maestri di magia, ma ammiravano la loro abilità diplomatica e la loro scaltrezza.
L'Impero di Skyrim, nonostante avesse dato un contributo notevole alla fine dell'egemonia elfica su Tamriel, durò nondimeno meno di tre secoli: le guerre civili e la sete di potere dei capi tribù Nord permisero ai Chimer e ai Bretoni di cacciare le armate Nord dai loro territori. Da quel momento, il peso politico della regione scemerà continuamente, finché lo stesso grande regno di Skyrim non si fratturerà in 9 regni separati (alla base poi della struttura feudale della futura provincia imperiale di Skyrim). Con l'ascesa di Tiber Septim, i Nord si lasciarono assimilare nel nuovo impero e i loro valorosi uomini creeranno coi Bretoni le legioni del conquistatore di Tamriel. Nonostante le tradizioni Nord siano ben radicate nella popolazione, la cultura cosmopolita e mercantile dell'impero Septim ha cominciato a fare breccia in molti Nord che sono migrati in molte regioni di Tamriel esportando le loro abilità e capacità. Il Concordato Oro Bianco, successivo alla Grande Guerra, eliminò il culto di Talos (Tiber Septim) molto venerato da questo popolo. Ciò porterà, nel quinto capitolo della saga The Elder Scrolls, ad una tremenda ribellione contro l'Impero capeggiata da Ulfric Manto della Tempesta, Jarl di Windhelm.
Ancora oggi i Nord credono che i pessimi raccolti, le calamità e le malattie, siano causate dalle macchinazioni dei Falmer che si vendicherebbero della loro sconfitta in questi modi.
I Nord sono ispirati grossomodo alle popolazioni germaniche dell'Europa tardoantica ed altomedievale, specie all'antico popolo nordico dei Vichinghi, con i loro nomi e, nella versione originale dei giochi della serie, il loro accento derivato parimenti dalle lingue scandinave.

#### Nedec
I Nedec, o anche Nede, sono un'antica razza umana, ormai estinta, i cui discendenti più diretti possono essere rintracciati negli Imperiali e nei Bretoni.
Stanziati, durante la I Era, tra le odierne provincie di Cyrodiil, High Rock, Hammerfell, Morrowind e Black Marsh, la loro esatta origine è incerta: c'è chi li ritiene una razza indigena di Tamriel e chi, invece, li ritiene originari del glaciale continente di Atmora, da cui sarebbero migrati gradualmente nel corso della prima metà dell'Era Meretica, correlandoli così alla stirpe dei Nord (benché, secondo alcune fonti interne alla lore della serie, tale teoria sia ritenuta priva di fondamento, da ricondurre essenzialmente a una diceria messa in giro dall'élite nordica a Cyrodiil a seguito della fondazione dell'Impero dei Septim, col tempo inculcatasi prepotentemente nella cultura imperiale, in maniera tale da legittimare l'idea della Grande Patria Nordica dell'umanità).
Come illustrato nel libro, reperibile in Oblivion, Skyrim e Online, l'Adabal-a, i Nede si suddividono in cinque gruppi tribali maggiori: Kothringi, Al-Gemha, Men-of-Ge, Al-Hared e Men-of-Ket. All'interno della serie fanno la loro, al momento, unica apparizione in Online, con membri della tribù Kothringi incontrabili nella regione di Black Marsh ed altri delle restanti tribù invece a Cyrodiil, tramite il DLC Imperial City; nel gioco sono mostrati con tratti somatici estremamente simili a quelli dei moderni Imperiali ma con un incarnato ed una gamma di colori degli occhi simile a quello dei Bretoni (ad esclusione dei Kothringi, dalla caratteristica e singolare carnagione color grigio metallico, dovuto a una maledizione del Principe daedrico Clavicus Vile).
I Nedec parlavano originariamente  la lingua "Nedic" o "Nede", una lingua non più in uso ormai e del tutto dimenticata, da quando, con la fondazione dell'Impero Alessiano, la lingua dei Nede divenne il cosiddetto "proto-cyrodiilico medio" (antenato filogenetico del "cyrodiilico medio", lingua madre degli Imperiali - fatta coincidere, per ragioni pratiche, con la lingua inglese -, nonché lingua franca del loro intero Impero), derivato, al tempo della loro schiavitù a Cyrodiil, da una volgarizzazione linguistica dell'idioma nativo degli Ayleid.

### Redguard
I Redguard o, nella loro stessa lingua, Yokudan, sono un popolo facente parte dell'Impero Septim, stanziato nella vasta e desertica provincia di Hammerfell. I loro uomini sono disciplinati e intraprendenti, con uno spiccato senso dell'avventura e i loro prodi guerrieri sono riconosciuti come tra i migliori spadaccini del mondo. I Redguard sono anche noti per la loro spiccata abilità navale, e le loro flotte hanno dimostrato di poter sconfiggere tranquillamente forze navali ben sette volte più grandi di loro.
I Redguard provengono dal lussureggiante continente di Yokuda, sito all'estremo ovest delle coste di Tamriel, sprofondato nell'oceano migliaia di anni fa: la distruzione di Yokuda è stata più volte attribuita nel corso dei secoli alle calamità naturali quali eruzioni vulcaniche, terremoti e tsunami. Mentre la loro patria spariva nei mari, una flotta Yokudan riuscì a salvarsi e a salpare verso est, dove avvistò le coste della regione di Hammerfell, che all'epoca era popolata pressoché da Nede, Orchi e, soprattutto, dagli Elfi Sinistrali, noti anche come Elfi Mancini (che, pur venendo in seguito sterminati, eserciteranno una considerevole influenza sulla loro cultura, basti pensare soltanto all'utilizzo delle loro iconiche scimitare). I disperati Yokudan non si fecero intimidire e lanciarono una Ra'Gada (letteralmente "Onda Guerriera") che in pochi mesi annichilì letteralmente tutti gli insediamenti e fazioni nemiche nella regione; il grandissimo successo bellico fu tale al punto da venir successivamente conosciuti da tutte le altre razze come Redguard (una corruzione, attraverso il cyrodiilico medio, per esigenze narrative fatto semplicemente corrispondere alla lingua inglese, della locuzione Ra'Gada, per l'appunto). Completata la conquista di quella terra, i Redguard fondarono un regno guidato da un Alto Re noto come Na-Totambu che proclamò l'uso di un nuovo calendario che avrebbe adottato come anno zero, i giorni in cui gli Yokudan giunsero a Hammerfell.
Attualmente la società Redguard è divisa in due fazioni: una fedele alla monarchia dei Na-Totambu e fedele alle antiche tradizioni e una fedele alla nobiltà che invece vede favorevolmente la cultura imperiale e il governo degli imperatori Septim.
Somaticamente simili alle reali popolazioni dell'Africa sub-sahariana, la loro cultura materiale è un creativo amalgama di cultura berbera, e più in generale di culture nord e centro-africane, e culture medio-orientali; molti dei loro nomi, inoltre, hanno una chiara radice araba.

## Mer (elfi)

### Altmer (Elfi Alti)
Questi Elfi, originari dell'Isola di Summerset, sono l'inverso dei Bosmer. Come il nome suggerisce, sono di statura notevole, hanno una pelle dorata e gli occhi chiari (gialli, verdi o azzurri) e non sono molto socievoli. Vanno d'accordo con l'Impero e si possono trovare dappertutto. Gli Altmer si considerano come il popolo più civilizzato e acculturato di Tamriel; la lingua comune dell'Impero, il Tamrielico, si basa sugli scritti e la lingua Altmer, e la maggior parte delle arti, dall'artigianato, alle scienze sono derivati delle antiche tradizioni Altmer. Questo popolo è il più dotato nelle arti arcane rispetto a tutte le altre razze. Discendono direttamente dalle antiche popolazioni elfiche che per prime, assieme agli Uomini di Atmora al nord, colonizzarono Tamriel dal sud. Non nutrono particolare simpatia per le altre razze elfiche, e odiano gli uomini e il dominio che esercitano sul continente tramite l'Impero. Sono tradizionalisti e poco pratici con le arti del combattimento corpo a corpo.

### Ayleid (Elfi Selvaggi)
Gli Ayleid, erano noti anche come Elfi Selvaggi, e sono stati la prima razza a stabilire un impero nel continente di Tamriel. La loro società era di tipo tribale e presentava numerose tribù diverse per usi e costumi. Erano molto simili ai perduti Dwemer (le cui vestigia si trovano in Hammerfell, Skyrim e Morrowind), e molte rovine Ayleid possono essere trovate a Cyrodiil; esse sono piene di trappole pericolose, mostri, briganti, e non-morti che molto spesso hanno massacrato gli avventurieri che si spingevano nel loro dominio. Tuttavia un'opera Ayleid che tutti i cittadini dell'Impero possono ammirare si trova nella capitale: la grande Torre di oro bianco che ospita il palazzo imperiale della famiglia Septim.
Gli Ayleid erano guidati da grandi Re-Stregoni che evocavano eserciti di Daedra per estendere i propri possedimenti e infatti in pochi anni arrivarono a dominare l'intera Cyrodill. La loro crudeltà nei confronti degli umani, che usavano come schiavi, però, gli si ritorse contro, ed essi, guidati da Alessia la Regina-Schiava, Morihaus l'uomo-toro e l'eroe Pelinal Whitestrake, riuscirono infine a rovesciare i loro padroni e con l'aiuto dei Nord di Skyrim assediarono e conquistarono la Torre di Oro Bianco.

### Bosmer (Elfi dei Boschi)
Gli Elfi dei Boschi sono una razza molto bassa di Elfi, di pelle giallo sabbia, originari di Valenwood. Vivono solitamente nei boschi, ma con l'espansione dell'Impero si sono diffusi ovunque. Molto estroversi ed espansivi, i Bosmer ebbero filo da torcere contro i Khajiiti, altra razza di Tamriel, durante una battaglia passata. Adesso però sono in ottimi rapporti con tutte le popolazioni. Abili con la magia e il tiro con l'arco, sono anche ottimi borseggiatori e alchimisti il che li rende ottimi ladri, sono in buoni rapporti anche con gli animali.

### Dunmer (Elfi Scuri)
Gli Elfi Scuri sono una delle razze dell'ambientazione della saga The Elder Scrolls e compaiono in tutti i capitoli. Provengono da Morrowind e nell'Impero sono chiamati Elfi Scuri per la loro carnagione grigio-nera e gli occhi rossi, mentre loro chiamano se stessi Dunmer. Abitano in possenti torri, costruite con la magia di strani cristalli (potenti gemme dell'anima), sono una razza tradizionalista e non amano particolarmente l'Impero, in quanto orgogliosi e diffidenti per natura. Anticamente non avevano la pelle scura, ma dopo aver invaso Morrowind trovarono l'ostilità dei Dwemer (chiamati Nani o Dwarven dall'impero) con cui però, in seguito all'invasione dei Nord, si allearono per breve tempo. Presto però riscoppiò la guerra che portò la scomparsa dei Dwemer e i Dunmer ricevettero la pelle scura a causa della maledizione inflittagli dalla Signora Daedrica Azura per l'omicidio commesso dal Tribunale nei confronti di Nerevar. Sono famosi per le loro molteplici abilità, creando così dei perfetti maghi guerrieri. Sono un popolo diffidente degli stranieri e molti di loro sono ostili all'Impero. Hanno adorato le tre divinità del Tribunale fino al recente arrivo del Nerevarine.
Nota: i Dunmer in passato, quando avevano la pelle chiara, erano chiamati Chimer.

### Dwemer (Nani o Elfi Sotterranei)
I Nani erano anche conosciuti con il nome di Elfi Sotterranei, per via della loro mania di abitare nel sottosuolo. Si conosce poco a loro riguardo, ma la cosa più importante riguarda il loro livello di progresso: la civiltà Dwemer era l'unica a possedere l'elettricità e i meccanismi a vapore, tramite cui controllavano il clima e costruivano Robot, quali ad esempio l'Imperfetto e il Dio costruito in segreto da Kagrenac.
Ridussero in schiavitù gli Elfi della Neve facendo loro mangiare dei funghi velenosi rendendoli ciechi trasformandoli negli spregevoli Falmer che dopo secoli di schiavitù si ribellarono rifugiandosi nelle profondità delle città naniche che occuparono dopo la scomparsa degli antichi abitanti. La razza è letteralmente scomparsa dal mondo, in circostanze ignote. Dai loro testi si ricava che un solo nano sopravvisse, Yagrum Bagarn, poiché emigrato verso gli Altri Reami. i Nani degli Altri Reami sopravvissero, e poco si sa di loro.
Erroneamente rappresentati come una razza cortese e amichevole, i Dwemer erano invece freddi e indecifrabili al limite della crudeltà; ma pur trattandosi di un popolo fondamentalmente malvagio, non erano privi di onore e lealtà. Una spedizione Imperiale tentò di portare nell'Impero uno degli automi di difesa dei Dwemer; passato il confine dell'isola di Vvardenfell (un'isola di Morrowind), l'automa smise di funzionare fino a quando non fu riportato a Vvardenfell, dove si riattivò. Ciò era dovuto al Cuore di Lorkhan? O magari a un'altra fonte non ancora scoperta? Forse non tutti i misteri dei Dwemer sono stati svelati..
I più grandi monumenti di Skyrim creati dai Dwemer sono: Alftand, Mzulft, Avanchnzel, Bthardzam, Kagrenzel, la torre di Mzark, Raldbthar, Mzinchaleft e Irkngthand. In realtà i nani non appartengono al lore di The Elder Scrolls. Si tratta infatti di elfi, chiamati "nani" dopo l'incontro con alcuni giganti, che li ritennero molto bassi. L'altezza dei Dwemer è simile a quella degli umani.

### Falmer (Elfi della Neve)
Gli Elfi della Neve furono i primi abitanti di Skyrim, dove formarono un florido e prospero regno. L'arrivo dei Nord nella nevosa regione causò una serie di forti tensioni razziali che, alla fine, culminarono in una sanguinosa guerra, da cui i Nord uscirono vittoriosi. I Falmer, cacciati, si stabilirono quindi nelle grandi roccaforti naniche, situate nelle remote profondità di Skyrim, donde strinsero un precario accordo di convivenza con l'avanzato popolo dei Dwemer. Ben presto, I Dwemer li tradirono e, tramite l'utilizzo di particolari funghi velenosi e potenti soluzioni alchemiche, li resero ciechi, obbligandoli a vivere come loro schiavi. La prolungata somministrazione di tali sostanze mutò in maniera irreversibile i Falmer, che potendo cibarsi esclusivamente di questi funghi velenosi condannarono se stessi ed anche tutta la loro progenie a rimanere ciechi per sempre, divenendo col tempo le feroci e mostruose creature che, ancora oggi, popolano le desolate e pericolose rovine dwemer. A causa di questo tradimento i Falmer odiano profondamente e uccidono chiunque non appartenga alla loro razza. L'unica raffigurazione di un Falmer prima del mutamento è la grande statua di Irkngthand a Skyrim. Nel DLC di Skyrim Dawnguard il protagonista potrà incontrare gli ultimi due Elfi della Neve superstiti nella quest principale, durante la quale dovrà recuperare l'Arco di Auriel.

### Maormer (Elfi del Mare o Elfi Tropicali)
Poco è conosciuto su questa razza di elfi, ed essi sono solamente nominati in alcuni libri trovabili all'interno del mondo di gioco. Ai tempi degli Aldmeri, guidati da un potente stregone immortale di nome Orgnum, i Maormer insorsero contro i loro signori Aldmeri, che per punirli li esiliarono a sud, nelle isole di Pyandonea, costantemente avvolte dalla nebbia. Qui, essi svilupparono la loro affinità con il mare, e il loro re, Orgnum, asservì i serpenti marini per proteggerlo. Le navi Maormer lasceranno le proprie remote isole solo in occasione della Guerra dell'Isola, quando Orgnum condurrà un fallimentare attacco contro gli Altmer, nell'anno 110 della 3ª Era. Questa razza di elfi è caratterizzata dalla propria altezza (pari a quella degli Altmer), dalla carnagione grigiastra, e dagli occhi candidi. Hanno sviluppato un tipo di magia basato sulla manipolazione dell'acqua e della nebbia, e sul controllo dei serpenti. Le loro navi, sono descritte per avere un aspetto spiccatamente insettoide.

### Orsimer (Orchi)
Sono stati a lungo odiati dalle altre razze, per la loro violenza e per la loro ferocia in battaglia e per questo motivo sono stati sempre emarginati e disprezzati dall'intera Tamriel. Gli Orchi sono grandi armaioli e guerrieri molto apprezzati, tanto che parecchi di loro scelgono di entrare a militare nelle file della Legione Imperiale. La loro pessima fama e la loro abitudine ad assaltare i territori di High Rock, convinsero i sovrani locali a distruggere la loro città-stato nell'anno 990, della 1ª era. Fu così che il popolo degli Orchi fu disperso e ogni loro tentativo di rifondare Orsinium bloccato.
Attualmente sono stanziati principalmente sulle catene montuose di Dragontail e Wrothgarian ma dalla 3E 399 molti orchi stanno confluendo verso la città di Nova Orsinium, nella provincia di High Rock, fondata dall'irriducibile Gortwog gro-Nagorm, che ha compreso che senza l'approvazione dell'autorità imperiale, essi non avrebbero mai ottenuto una patria: così egli ha riaperto tutti i canali diplomatici con l'imperatore ed è diventato il leader del suo popolo.
Gli Orchi adorano il Principe Daedrico Malacath e la loro devozione in passato gli fece perdere il loro aspetto; si suppone, infatti, che in principio gli Orchi fossero simili agli Altmer e che si trasformarono quando il loro antico dio Trinimac venne mutato in Malacath da Boethiath. I nomi orcheschi rispettano sempre una rigida forma, che prevede un nome, un prefisso che indica il sesso (Gro per i maschi, Gra per le femmine) e infine il cognome.

## Razze bestiali o uomini bestia

### Argoniani
Gli Argoniani sono un popolo di rettili umanoidi molto resistenti alle malattie e con la capacità di respirare in acqua; per il primo millennio della Prima Era, gli Argoniani lasciavano la loro patria occasionalmente, e non divulgarono mai i costumi e le tradizioni del loro popolo preferendo farsi assimilare dalle culture del resto del continente. Quel che era noto in quei tempi è che essi erano dei banditi formidabili che a lungo terrorizzarono la baia di Topal. A partire dal 2811, della 1ª era gli Argoniani entrarono a far parte del Secondo Impero di Cyrodill.
Con il crollo del Secondo Impero, gli Argoniani ripreso le loro antiche tradizioni banditesche ma dovettero anche fronteggiare i mercanti di schiavi Dunmer e le tirannidi degli ex funzionari imperiali che si trasformarono prontamente in Signori della Guerra. Nell'anno 560 della 2ª era, l'influenza Khahaten sterminò tutte le creature non appartenenti alla razza argoniana, e la paura della malattia da quel momento avrebbero garantito al popolo di Palude Nera lunghi secoli di isolamento (fatta eccezione per le incursioni degli schiavisti Dunmer). Durante la Terza Era, la presenza umana si è rafforzata a Palude Nera e sempre più Argoniani sono attratti dalla cultura cosmopolita dell'Impero, spingendoli a uscire dagli acquitrini natii.

### Draghi
I Draghi (Dovah o Dov al plurale, nella lingua draconica) sono una razza di potenti rettili volanti provenienti dal lontano continente di Akavir e che successivamente si diffusero a Tamriel. Nonostante l'aspetto bestiale, sono creature dalla profonda intelligenza, capaci di parlare e comprendere altre lingue. Si esprimono in una lingua particolare fatta di urli, infatti una conversazione tra due Draghi può facilmente essere scambiata per un combattimento, non essendoci effettivamente molta differenza tra le due cose. Essi sono completamente immuni agli incantesimi di Illusione. La loro lingua può essere usata in battaglia per generare potenti incantesimi, detti Urli dei Draghi o Thu'um, che possono essere utilizzati in modo innato dai Sangue di Drago o da chi passa la propria vita a studiare la Via della Voce, come i Barbagrigia. I Draghi, ritenuti estinti fino all'anno 201 della Quarta Era, sono tornati nella regione di Skyrim con la resurrezione di Alduin.
Sebbene la maggior parte sia ostile, alcuni possono essere innocui se non provocati. Occasionalmente i draghi volano intorno al giocatore ignorandolo completamente. Infatti, Todd Howard ha menzionato che non tutti i draghi sono apertamente ostili nei confronti del giocatore. I draghi possono apparire vicino al giocatore a qualsiasi ora del giorno e alcuni draghi particolari che si incontrano durante alcune missioni sono alleati del giocatore e lo aiutano in combattimento. Il loro stile di combattimento include lanciare urla mentre volano, attacchi sospesi a mezz'aria e attacchi a terra e una loro caduta può lasciare un solco nella terra. Gli attacchi a terra includono attacchi con coda, morsi e urla. Se il drago effettua con successo un attacco che arreca molto danno, utilizzerà un attacco fatale che consiste nell'afferrare il corpo del giocatore con la bocca, scuoterlo e lanciarlo in aria.
I draghi non combattono solo in campo aperto, ma sono in grado di appollaiarsi su edifici e scagliare massi per guadagnare un vantaggio tattico sul giocatore e il danno provocato dal soffio dei draghi sarà limitato dalla resistenza alla magia in generale e dalla resistenza al quel particolare elemento (ghiaccio o fuoco).

### Giganti
I Giganti sono una razza che vive nelle regioni selvagge di Skyrim e di High Rock. Lasciati in pace dalla popolazione a causa della loro stazza e della loro straordinaria forza, i Giganti hanno ben poche relazioni col mondo civilizzato che li circonda. I Giganti sono creature umanoidi gigantesche alte all'incirca 4 o 5 metri. Hanno una corporatura molto robusta e la loro pelle è grigio pallido con cicatrici decorative, forse di carattere tribale o religioso.
Nonostante il loro aspetto primitivo, i Giganti sono creature moderatamente intelligenti e pacifiche, anche se non hanno sviluppato un sistema linguistico. Sono in grado di creare monili, allevare Mammut e accendere grandi falò per riscaldarsi e cuocere Skeever. Le pietre che delimitano i loro accampamenti sono decorate da incisioni e dipinti. Essi sono soliti allevare i Mammut per utilizzare il loro latte al fine di ottenere del formaggio; sono soliti anche cucinare la carne degli Skeever, l'unico animale di cui sembrano cibarsi, per ovviare a una dieta altrimenti solo erbivora. Apparentemente nomadi, i Giganti viaggiano con i loro greggi di Mammut, fondando alcuni accampamenti temporanei. Generalmente pacifici, i Giganti attaccano solo chi si avvicina troppo a loro o chi infastidisce i loro Mammut.
I Giganti sono solitamente armati di grosse clave in legno e pietra. Indossano pellicce ornate con ossa di animali e un grosso teschio di Troll al centro. Allevano Mammut per ricavarne cibo: la loro dieta consiste in gran parte infatti in carne di Skeever e formaggio di Mammut, quest'ultimo conservato in grandi contenitori raggruppati vicini ai falò. Il formaggio di Mammut può essere raccolto dal giocatore ed è pure commestibile.
I Giganti sono temuti per la loro enorme stazza, infatti gli uomini si tengono a distanza da loro. È abbastanza frequente incontrare sulle strade dei contadini che, per tenerli lontani dai campi coltivati, offrono loro come omaggio Mucche o Capre, dipinte con segni tradizionali dei Giganti in modo che non vengano considerati come aggressori. I Giganti sono creature potenti se affrontati da un personaggio di livello non adeguato e possono uccidere il nemico con un solo colpo, quindi si raccomanda di essere particolarmente forti e ben armati per affrontarli. Una volta uccisi possono lasciare una gran quantità di monete (dai 100 alle 300 pezzi d'oro), possono contenere anche oggetti di valore come pietre preziose e dita di Gigante. Anche nei loro accampamenti si possono trovare oggetti interessanti. Si ritiene che grazie all'incontro tra Giganti e la razza Dwemer, quest'ultima abbia ottenuto il nome di "Razza Nanica", data la differenza di altezza tra i Dwemer e i Giganti.

### Khajiit
I Khajiit sono una razza di felini umanoidi provenienti dalla provincia di Elsweyr, famosi per la loro astuzia e la loro intelligenza; esistono ben venti specie diverse di Khajiit, il cui aspetto cambia a seconda delle fasi delle lune al momento della nascita. Il termine "Khajiit" è composto dalle parole Khaj e Iit della lingua Ta'agra-ish, e tradotto letteralmente, significa Camminatore del Deserto.
Durante la Prima Era, a Elsweyr si contavano ben sedici reami indipendenti, che però a differenza dei regni umani ed elfici non erano in conflitto fra di loro per avere l'egemonia sulla loro regione natia. Questi regni erano organizzati come una sorta di federazione fondata sul baratto: ogni nazione produceva un singolo prodotto tipico che barattava con gli altri regni in cambio dei loro prodotti di punta. A livello politico, l'armonia fra gli stati era regolata dalle lune che garantivano a ciascun regno un periodo di potere e influenza sui suoi vicini. Il sistema funzionò perfettamente e nessuno osò invadere o attaccare i regni Khajiit.
Nell'anno 2260, della 1ª era si scatenò la Pestilenza Thrassian che causo un drastico calo della popolazione locale e dissolse gli Stati khajiit. La regione fu quindi spartita tra i due reami di Pellitine e Anequina. Fu inevitabile che i due regni si confrontassero militarmente per il dominio di Elsweyr, ma lunghi secoli di costante guerra non portarono a nessun risultato, in quanto i confini delle due nazioni rimasero identici alle posizioni di partenza.
Nell'anno 309 della 2ª era il matrimonio di Re Keirgo di Anequina e della Regina Eshita di Pellitine unificò il popolo Khajiit sperando di poter così garantire un lungo periodo di prosperità; in realtà la fusione tra le due società Khajiit non avvenne mai e l'odio dei due popoli fecero precipitare la regione in una spirale di crescenti violenze. La pace interna fu raggiunta grazie all'intervento dei Mane, i capi spirituali Khajiit, che stabilirono che il controllo della nazione sarebbe stato assegnato alle due società in base alle fasi di Masser e Secunda. Questo evento segna l'inizio della velata dittatura dei Mane, che erano gli unici arbitri in grado di stabilire a chi spettasse di volta in volta il potere del regno.
In poco tempo i Mane si assicurarono il controllo della produzione dello "zucchero di luna" (una potente droga che provocava fasi di euforia e fasi di forte letargia in chi la consumava, senza però indurre dipendenza) e della sua esportazione in Tamriel. In pratica controllavano l'intera vita dell'Elsweyr. Fu naturale che la nascita e il rafforzamento del Terzo Impero Cyrodillico mettesse in discussione il potere dei Mane che fecero di tutto per opporsi all'autorità imperiale. Grazie alla diffusione della cultura cyrodillica, l'influenza dei capi spirituali Khajiit si è molto indebolita.

### Lilmothiit
I Lilmothiit sono una razza dalle sembianze simili a quelle delle volpi. Poche informazioni si sanno su tale razza e potrebbero essere estinti. Le poche informazioni che si sanno è che abitavano la regione di Black Marsh a Tamriel ma vennero cacciati dagli Argoniani e furono costretti a emigrare nel continente Akavir dove furono schiavizzati.

### Sload
Gli Sload sono una razza abitante dell'arcipelago Thras. Essi sono una razza umanoide con sembianze molto rivoltanti, assomigliano a dei grossi lumaconi. Nonostante il loro aspetto, essi sono degli esperti della necromanzia, infatti, secoli prima evocavano sulle coste dell'isola di Summerset dei mostri marini creando panico tra la razza degli Altmer. Possiede un corpo piccolo, tozzo, braccia corte e gambe ancora più corte delle braccia, inoltre possiede una piccola coda. Sono una razza che pensa molto prima di agire. Nelle loro storie, non esiste la parola "avventura", infatti loro prendono le situazioni molto lentamente, infatti quando uno Sload si trova in una situazione strana, consulta un saggio Sload per avere risposta. Inoltre sono molto sanguinari, crudeli e non ci pensano due volte a torturare coloro che li ritengono ripugnanti.

## Daedra
I Daedra sono creature demoniache dei giochi di ruolo della serie The Elder Scrolls. Provenienti dalla dimensione di Oblivion, generalmente sono i nemici principali della trama del gioco, e sono anche i più forti perché se la cavano molto bene sia nei combattimenti fisici sia in quelli magici. Molti di loro sono resistenti alla magia e, in alcuni casi, anche alle armi normali non incantate. Il loro aspetto è generalmente mostruoso e bestiale ma alcuni hanno anche forme umanoidi: tra questi vi sono i Dremora, gli Auriel, i Mazken e gli Xivilai. Altri, invece, hanno un aspetto quasi robotico e controllano gli elementi e vengono detti Atronach. Un Daedra non può essere ucciso: la sua forma fisica può essere distrutta ma la sua anima torna nel vuoto di Oblivion fino a quando non riesce a ricostituire il suo corpo.

### I principi daedrici
Sono i 16 signori dell'Oblivion (17 con la ricomparsa di Jyggalag), e molti di loro interferiscono con la vita degli abitanti di Tamriel e con i loro destini, alcuni divertendosi a ingannare e immischiarsi nelle faccende mortali, altri tentando di scatenare vere e proprie guerre volte alla distruzione, o alla conquista, del Nirn, il piano dei mortali.
- Azura: principessa Daedrica dell'Alba e del Tramonto, ed è chiamata anche “Madre della Rosa” o “Regina del Cielo Notturno”. È uno dei pochi principi daedrici a non essere considerati malvagi. Appare come una giovane donna dall'aria austera e orgogliosa, di estrema bellezza, avvolta in veli. È uno dei tre principi daedrici venerati dai Dunmer come "Il Tribunale", e dunque particolarmente amata dagli Elfi Scuri. Il suo regno è conosciuto come Ombra Lunare, un paradiso avvolto dalla penombra, perennemente a metà tra giorno e notte. Il suo manufatto è la Stella di Azura, una gemma dell'anima indistruttibile che non si consuma mai, ma può contenere solo anime "bianche", ovvero di animali e creature inferiori. La versione corrotta del manufatto, la Stella Nera, è ottenibile in alternativa. Questa può contenere però solo anime "nere", ovvero di uomini e creature particolarmente potenti.
- Boethiah: principessa Daedrica che domina l'assassinio, le cospirazioni e il tradimento. Per gli elfi scuri e gli elfi dei boschi, Boethiah è uno dei pochi principi daedrici a non essere considerati malvagi, poiché a essa è attribuita ogni sorta di progresso culturale. Appare sia in forma maschile sia femminile, con tratti generalmente riconducibili a quelli dei dunmer, armata di spada. Fa anch'essa parte del Tribunale, ed è dunque venerata principalmente da Elfi Scuri. Il suo reame, Attribution's Share, è un luogo oscuro e labirintico, con torri contorte e fiumi di fuoco. Il suo manufatto è la Maglia d'ebano, un'armatura pesante che infligge danni da veleno.
- Clavicus Vile: principe Daedrico dei desideri e della brama di potere, ama prendersi gioco dei mortali sfruttandone l'avidità per ottenerne in cambio le anime, e poi riprendersi i suoi doni nei momenti più inappropriati per i possessori. Appare come un uomo magro e cornuto, affabile ed egocentrico. Solitamente viene visto in compagnia di un cane mutaforma di nome Barbas, che sembra essere una sua sorta di emanazione. Il suo dominio, di cui non si conosce il nome, è un luogo ameno e verdeggiante, con corsi d'acqua cristallini, grandi alberi e splendide città di cristallo. Può consegnare due artefatti, l'Ascia Mesta, arma a due mani che infligge danni al vigore, e la Maschera di Clavicus Vile, un elmo che fortifica la capacità oratoria e le abilità di mercanteggio.
- Hermaeus Mora: principe Daedrico dell'ignoto, la sua sfera di influenza è il fato e nel suo regno sono nascosti i tesori proibiti della conoscenza e della memoria. In uno dei DLC di Skyrim viene rappresentato come una massa di tentacoli con al centro un unico occhio, mentre in Oblivion come una specie di crostaceo. È un daedra estremamente superbo, e non esita a proclamare la sua superiorità rispetto a chiunque lo contrapponga. I suoi manufatti sono l'Oghma Infinium, un libro contenente una conoscenza infinita, e i Libri Neri, dei portali che conducono al suo regno, Apocrypha, che si presenta come una grande biblioteca oscura, con pile di libri in movimento e pozze fetide di liquame nero, con creature dall'aspetto simile a quello di polipi e pesci di profondità.
- Hircine: principe Daedrico della caccia, conosciuto come il "Padre degli uomini-bestia". È infatti a lui attribuita la creazione dei mannari, che, alla loro morte, raggiungono il boscoso e selvaggio reame di Hircine, i Terreni di Caccia, e qui trascorrono l'esistenza predando al suo fianco e servendolo. Molti vedono la condizione di mannaro come una maledizione del Daedra, mentre altri la definiscono una benedizione. Appare come un uomo prestante e seminudo, spesso a cavallo di un cervo e con testa di cervo egli stesso, accompagnato da uno o più lupi, dal carattere a volte borioso ma non particolarmente crudele. Dona due manufatti, l'anello di Hircine, che permette di trasformarti più volte in un lupo mannaro (ma solo se sei gia affetto dalla licantropia), e la Pelle del Salvatore, un'armatura leggera resistente al fuoco.
- Jyggalag: principe Daedrico dell'ordine. Viene descritto come un principe daedrico molto potente, tant'è che gli altri principi, temendo il suo potere e la sua mania per l'ordine, lanciarono su di lui una maledizione, trasformandolo in Sheogorath, il principe Daedrico della follia. Il suo regno è l'arcipelago delle Shivering Isles, diviso in due regioni distinte: la favolistica regione di Mania, e la lugubre regione di Dementia. Ogni mille anni, esattamente alla fine di un'era, su questo arcipelago si verifica la Grigiamarcia, in cui Jyggalag porta devastazione sull'intero piano. L'eroe di Kvatch riuscirà a spezzare questo ciclo, spezzando la maledizione di Jyggalag e bloccandone l'invasione, e finendo (come dimostrato in Skyrim) per sedere sul trono delle Shivering Isles come nuovo Sheogorath. Il suo manufatto è il Wabbajack, un bastone magico dagli effetti totalmente imprevedibili.
- Malacath: principe Daedrico delle maledizioni e dei giuramenti, nonché protettore degli esiliati. In origine egli era Trinimac, eroico Altmer al servizio degli Aedra, ma fu divorato da Boethiah, e i suoi resti divennero quello che oggi è Malacath, una divinità malvagia e brutale, alimentata dal desiderio di vendetta e spesso esclusa dagli altri daedra perché, malgrado tutto, presenta un certo codice d'onore e morale. Appare come un Orco muscoloso e armato di spada, con piccole corna e zanne sporgenti. È venerato in particolare modo dagli Orsimer, suoi antichi seguaci trasmutati come lui dopo la sconfitta subita da parte di Boethiah. Il suo regno è Ashpit, un luogo grigio, senza né cielo né terra, percorso solo da ceneri fluttuanti, rappresentati l'angoscia, il tradimento e le promesse non mantenute. Il suo manufatto è il Volendrung, enorme martello da guerra che danneggia pesantemente il vigore.
- Mehrunes Dagon: principe Daedrico della distruzione, del cambiamento e dell'ambizione, che tormenta i mortali con tremendi disastri naturali. Il suo regno sono le Deadlands, un mare di lava e sangue ribollente costellato di isole rocciose e spoglie. È il responsabile della Crisi dell'Oblivion, quando cercò di giungere a Tamriel per rivendicarne il possesso. È crudele e violento, e non brama altro che riversare le sue orde di daedra nel Nirn, per conquistarlo e distruggerne la civiltà. Appare come una sorta di orco zannuto dalla pelle rossa, muscoloso e dotato di quattro braccia, tutte armate. Il suo manufatto è il Rasoio di Mehrunes, che ha probabilità minima di uccidere con un solo colpo.
- Mephala: principessa Daedrica delle menzogne, degli inganni, delle trame e dei segreti. Nonostante sia canonicamente presentata come una donna, non ha un sesso propriamente distinto. È conosciuta come "la Tessitrice", il suo dominio è nascosto ai mortali e si intromette nei loro affari, a seconda del suo piacere. Viene raffigurata come una donna piacente, dotata di quattro braccia che ricordano le zampe di un ragno. Fa parte del Tribunale, ed è adorata soprattutto dagli Elfi Scuri. È una daedra frivola e amante del pettegolezzo, e tratta di trame politiche e intrighi complessi e fondamentali per i mortali con la stessa leggerezza. Dona la Lama d'ebano, spadone a due mani in grado di risucchiare la salute dei nemici e potenziabile uccidendo persone care a chi la possiede.
- Meridia: principessa Daedrica delle energie associate alle cose viventi e della luce. È rappresentata come una giovane donna avvolta in un ampio mantello, incappucciata e con grandi ali, spesso con un globo di luce fra le mani. Essa, per quanto altezzosa e fredda, appare spesso interessata sinceramente ai problemi dei mortali che perseguono il suo stesso scopo. Essa ha infatti in odio negromanti e non-morti, e ne pretende la distruzione completa. Per coloro che promettono di perpetrare questo obiettivo, dona la Frangialba, spada bianca e d'oro, fiammeggiante, che infligge danni da fuoco e scaccia i non-morti.
- Molag Bal: principe Daedrico dell'asservimento, della sottomissione e della discordia, tristemente noto anche come “Re dello Stupro”. Si narra infatti che, per affliggere le razze mortali, violentò una Dunmer, da cui nacquero i primi Vampiri, a lui fedeli. Il suo regno si chiama Coldharbour, ed è in tutto e per tutto simile a un Nirn con il cielo infuocato, con terre fangose e coperte del suo stesso sterco, desolate e aride e percorse da tempeste gelate. È visto come una creatura dalle zampe animalesche e artigliate, un volto simile a un teschio e grandi corna ricurve. È sprezzante, violento e crudele, e tratta chiunque come fosse il più ributtante degli schiavi, privo di ogni rispetto per qualunque cosa. Il suo manufatto è la potente Mazza di Molag Bal, che risucchia energia vitale e lancia l'incantesimo "trappola dell'anima" sugli avversari colpiti.
- Namira: principessa Daedrica dell'oscurità antica, della miseria e della sporcizia. Ella regna sulle creature che ispirano nei mortali un'istintiva repulsione, come insetti, ragni e lumache. Dona un anello che permette di nutrirsi di cadaveri umani per recuperare salute.
- Nocturnal: principessa Daedrica della notte e del buio, protettrice dei ladri. È anche conosciuta con il nome di "Signora della notte". Il suo manufatto è la Chiave dello Scheletro, un grimaldello indistruttibile che può scassinare ogni serratura.
- Peryite: principe Daedrico la cui sfera di influenza è legata all'ordine e alle pestilenze. Nonostante sia rappresentato come un drago, è uno dei principi daedrici più deboli e infimi. È chiamato anche "il Negriero". Dona lo Scudo Spezzamagie, che crea un campo magico che blocca gli incantesimi e li respinge.
- Sanguine: principe Daedrico della depravazione e della lussuria. Si dice che possegga centomila regni che sono i suoi luoghi di piacere; uno di questi è il Bosco brumoso, ed è visitabile a Skyrim. Il suo manufatto è la Rosa Sanguinea, che permette di evocare signori dei Dremora dall'Oblivion che combattono per il giocatore.
- Vaermina: principessa Daedrica dei sogni e degli incubi. È rappresentata come una vecchia strega, che porta un'ampia veste e un bastone magico. Il suo regno si chiama Quagmire, ed è un regno da incubo in costante mutamento. Il suo manufatto è il Teschio della corruzione, un bastone magico la cui potenza aumenta grazie ai sogni assorbiti.

### Dremora
Considerano tutti gli altri Daedra animali senza intelletto. Sono organizzati in caste e clan entrambi ben definiti e ogni Dremora può salire o scendere di ceto o cambiare clan, sempre avendo il consenso di Dagon, al quale l'intera razza si è votata a servire. Di seguito è riportata la gerarchia dei Dremora, partendo dalla casta più bassa.
- Caitiff: creature di grande ardore, usati nelle guerre come truppe d'assalto.
- Churl: è la plebaglia senza onore e gloria. Sono spietati con gli umani e gli altri Daedra e ruffiani con i loro superiori.
- Kynreeve: è la casta degli ufficiali e degli sceriffi dei clan.
- Kynmarcher: è il signore di una cittadella o di un avamposto a cui è sempre associato un feudo da governare nel nome di Mehrunes Dagon.
- Kynvals: guerrieri a cavallo che si sono distinti in battaglia e che hanno l'attitudine per diventare capi.
- Markynaz: sono i Granduchi e membri del consiglio dei signori di Mehrunes Dagon.
- Valkynaz: o Principe. Sono i membri del Valkyn, la guardia personale di Dagon che lo segue ovunque egli vada.

### Atronach
Sono Daedra elementali che non hanno alcuna affinità o legame con i Principi Daedrici. Servono i loro reami a proprio piacimento e spesso cambiano compagine e alleati in base alle opportunità e alle occasioni. Esistono quattro tipi di Atronach, tutti di forma più o meno umanoide, molto variabili in forma, abilità e intelligenza.
- Gli Atronach di carne sono Atronach che compaiono solamente in Daggerfall e in Shivering Isles. Furono creati da una dunmer di nome Relmyna Verenim per proteggere i cancelli delle Shivering Isles, in modo che nessuno li varcasse senza il consenso di Sheogorath. Ve ne sono di due tipi: il primo è il più grande, e ha grandi armi al posto delle braccia. Il secondo tipo è il più piccolo, e ha due gemme incandescenti incastonate nella carne. Attaccano fisicamente o utilizzando gli incantesimi di distruzione.
- Gli Atronach di ferro sono comparsi solamente in Daggerfall. In The Elder Scrolls: Arena erano conosciuti come "Golem di ferro".
- Gli Atronach del fuoco assomigliano a esseri umani femminili (in Morrowind erano di sesso maschile) composti quasi interamente da fiamme. Fluttuano in aria, lasciando una scia di fuoco sul terreno al loro passaggio, attaccando con magie di elemento fuoco. Quando uno di questi Atronach viene sconfitto, rilascia un'esplosione di fiamme che danneggia qualunque cosa attorno a lui.
- Gli Atronach del gelo sono gli Atronach più grandi e massicci, i cui corpi sono blocchi di ghiaccio che camminano. Non possono utilizzare attacchi a distanza, utilizzando prevalentemente attacchi fisici dei loro possenti arti.
- Gli Atronach della tempesta sono formati da rocce e massi tenuti insieme da energia magica, circondati da un turbinoso vento carico di energia elettrica. Scagliano fulmini sui nemici, schiacciandoli con il loro corpo roccioso quando si avvicinano troppo.

L'uccisione di qualsiasi Atronach consentirà di raccogliere sali elementali delle sue spoglie.

### Altre tipologie di daedra
- Abissali: Sono Daedra servitori di Hermaeus Mora, apparsi in Dragonborn. Sono i guardiani di Apocrypha, solitamente a guardia di tomi proibiti, anche se possono essere incontrati anche su Solstheim. Il loro aspetto è simile agli Abitatori del profondo (Deep Ones) di Howard Phillips Lovecraft.
- Auroran: Sono Daedra ricoperti dalla testa ai piedi da un'armatura dorata e che servono Meridia. Nel corso di The Elder Scrolls IV: Knights of the Nine queste creature militano sotto il vessillo di Umaril l'implume.
- Cavalieri dell'Ordine: Daedra che servono il principe daedrico Jyggalag, e compaiono nelle Shivering Isles durante la Grigiamarcia. Sono umanoidi cristallini addestrati all'utilizzo di qualsiasi arma, il che li rende tra i Daedra più potenti. Mentre dalle spoglie degli altri Daedra è possibile raccogliere per l'appunto "Cuori di Daedra", da questi cavalieri è possibile raccogliere "Cuori dell'Ordine", capaci di attivare i manufatti dell'Ordine sulle Shivering Isles. Alcune leggende dicono che furono mortali che un tempo adoravano Jyggalag, il quale rese la loro carne dura e ruvida come il cristallo, e la loro mente sovrana della logica e dell'ordine.
- Cercatori: Sono Daedra servitori di Hermaeus Mora, che sorvegliano Apocrypha, il mondo ultraterreno dove è custodito un mare di conoscenza. Sono apparsi in Dragonborn e sono mostri pieni di tentacoli, con lunghe proboscidi sul viso e tentacoli per testa e con cinque braccia scheletriche sul petto, a contornare una cavità piena di denti simile a una bocca. possono essere evocati se si trova il tomo su, appunto, Apocrypha.
- Clannfear: Creatura bestiale, dotata di incredibili capacità offensive che compensano la scarsa difesa.
- Crepuscolo alato: Comparsi solo in Morrowind, sono Daedra simili ad arpie che servono Azura, svolgendo molto spesso l'incarico di messaggeri.
- Daedroth: Servitori di Molag Bal, i Daedroth sono potenti creature Daedra che compaiono in quasi tutti i giochi della serie The Elder Scrolls a livelli piuttosto alti. In Daggerfall ha corpo umanoide e testa di coccodrillo e può usare armi, mentre in Morrowind la forma resta simile ma non usa né armi né armature, preferendo combattere a mani nude o sputando veleno. In Oblivion è una delle creature più forti: non sputa veleno ma solo raramente palle di fuoco dalla bocca; la testa è sempre da coccodrillo, il corpo è bipede ma in questa versione è più grande di un uomo e con le sue enormi braccia tira colpi potentissimi.
- Famelico: Creature daedriche che servono Boethiah e che sono anche presenti nelle Shivering Isles. Sono esseri dalla corporatura scheletrica capaci di assorbire l'energia del giocatore e attaccano utilizzando la lunga lingua; possono essere evocati comprando il giusto incantesimo.
- Ogrim: Servitori di Malacath, comparsi solo in Morrowind. Sono Daedra enormi ma dotati di scarso intelletto.
- Oscure seduttrici: Servi di Sheogorath, chiamati anche Mazken, nelle Shivering Isles sono a guardia della regione di Demenza. Sono avvolti da un'armatura nera e hanno la pelle bluastra simile a quella dei Dunmer. Sono Daedra pazienti e introspettivi che non amano molto i Santi d'oro, che tra l'altro hanno affibbiato loro il nome irrisorio, che in realtà è il totale contrario del loro carattere; tuttavia come questi ultimi hanno una società di tipo matriarcale in cui i maschi sono subordinati alle femmine.
- Santi d'oro: Servi di Sheogorath, chiamati anche Aureal, nelle Shivering Isles sono a guardia della regione di Mania. Sono avvolti da un'armatura dorata quanto la loro pelle e hanno occhi da rettile, simili a quelli degli orchi. Sono daedra orgogliosi e arroganti che detestano i Mazken e disprezzano tutti i mortali, che considerano esseri inferiori. Il nome "Santi d'oro" è stato affibbiato loro dai Mazken, deridendo il loro aspetto da santi in contrasto col loro animo da demoni.
- Xivilai: Daedra dalle sembianze antropomorfe comparsi solo in Oblivion, che servono, come i Dremora, Mehrunes Dagon. Nonostante siano Daedra estremamente intelligenti, capaci di impugnare armi e scagliare incantesimi, sono considerati bestie, al contrario dei dremora. Molto forti, oltre a essere protetti da una magia rifletti-incantesimo, sono capaci di evocare Clannfear in loro aiuto.